# IWMS
IWMS (del inglés Integrated Workplace Management System) o sistema de gestión integrada del espacio de trabajo, en castellano, es una plataforma de gestión empresarial que permite planificar, diseñar, gestionar, explotar y eliminar los activos ubicados en los espacios de una organización.
Los sistemas IWMS permiten optimizar el uso de los recursos del entorno de trabajo incluyendo la gestión del catálogo de activos inmobiliarios, infraestructuras e instalaciones. Cuatro de las funciones más importantes de este tipo de software incluyen la gestión de propiedades y alquileres, gestión de proyectos, gestión de espacios y gestión del mantenimiento.
Desde 2004, el sector de los IWMS es analizado por Gartner, que realiza, de forma anual, el Gartner Magic Quadrant (MQ) donde evalúa los proveedores de este tipo de software.